# Francisco Rebolo
Francisco Rebolo (portuguès: Francisco Rebolo Gonsales)  (São Paulo, 1902 - São Paulo, 10 de juliol de 1980), conegut simplement com Rebolo, va ser un pintor, gravador i futbolista hispano-brasiler. Membre fundador del Grupo Santa Helena, també va ser el creador de l'escut del Sport Club Corinthians Paulista, dissenyat en l'inici de la dècada del 1930.

## Biografia
Fill de Francisco Rebollo Merguizo i Rosa González Rodríguez, immigrants espanyols d'Andalusia que van arribar al Brasil a finals del segle xix, va ser el cinquè fill de la parella, nascut en el barri de la Mooca, a São Paulo. Francisco Rebolo va viure intensament dues trajectòries, la de jugador de futbol i la de pintor.

### Futbolista
Va iniciar la seva carrera de jugador semiprofessional per l'Associació Atlètica São Bento el 1917. El 1922, va actuar en el Sport Club Corinthians Paulista i el 1927 en el Ypiranga, ambdós clubs de la ciutat de São Paulo. Va concloure la seva carrera esportiva el 1934, per dedicar-se per complet a la professió de pintor.
El seu enllaç amb el SC Corinthians va romandre fort inclús després de concloure la carrera, sent ell el creador de l'actual escut del club, dissenyat en l'inici de la dècada del 1930.

### Carrera
El 1915, va entrar com a aprenent de decorador, iniciant el seu contacte amb tintes i pinzells. Va fer decoracions de diverses cases i detalls de les esglésies de Santa Ifigênia i Santa Cecília, a São Paulo. Aquestes experiències van ser decisives pel seu desenvolupament com artista anys després. La seva carrera com decorador creix, traslladant el seu taller de pintura i decoració a la sala núm. 231 de l'Edifici Santa Helena, en la Plaça da Sé el 1934, fet que marca l'inici de la seva carrera com a pintor. L'any següent comença a estructurar el Grupo Santa Helena, famós per unir artistes de diferents estils, però que tenien la mateixa passió per l'art. A aquest grup pertanyien, a més de Rebolo, Fulvio Pennacchi, Aldo Bonadei, Humberto Rosa, Manuel Martins, Clóvis Graciano, Mario Zanini, Alfredo Volpi i Alfredo Rizzotti. L'origen social humil i les afinitats professionals van dur a Mário de Andrade a nomenar-los artistas proletários, malnom que va perdurar i els va caracteritzar dins el moviment modernista. Aquest mateix any participa de la seva primera exposició, en el III Saló Paulista de Belles Arts.
El seu treball, així com el dels seus companys del Grupo Santa Helena, és reconegut, i són convidats a viatjar a la capital de Minas Gerais per invitació de l'alcalde de Belo Horizonte, Juscelino Kubitschek, en companyia d'altres intel·lectuals i artistes modernistes. El 1945, treballa amb altres artistes per la creació del Club dels Artistes i Amics de l'Art (Clubinho), del qual en serà director. Participa en el moviment per la creació del Museu d'Art Modern de São Paulo, el MAM.
El seu taller de l'Edifici Santa Helena es va tancar i reobrir en una nova adreça, concloent un important cicle professional el 1952. Durant dos anys, entre 1955 i 1957, va residir a Europa amb la seva família, permetent-li anar a cursos de restauració en el Vaticà i exposar a Itàlia. A causa de problemes de salut es va apartar temporalment de les tintes, iniciant la fase de gravats el 1963 incentivat pel seu amic Marcelo Grassmann.
Rebolo és considerat un dels més importants paisatgistes de la pintura brasilera. La seva obra, amb un total estimat superior a tres mil pintures, centenars de dibuixos i una cinquantena de gravats de variades tècniques, a més dels paisatges, abasta també com a temàtica un expressiu conjunt de retrats, figures, natures mortes i flors. Avui, la imatge, drets i catalogació d'obres és administrada per l'Institut Rebolo. Els treballs de Rebolo estan en els principals museus brasilers, en el patrimoni d'òrgans culturals i governamentals i en col·leccions particulars en tot el Brasil.
Francisco Rebolo va morir d'infart el 10 de juliol de 1980, a casa seva en el barri del Morumbi, a São Paulo.

## Cinema
El 1978, va ser llançat el documental A nel Lírico, sobre la vida i obra de l'artista, amb direcció i producció d'Olívio Tavares de Araújo.